# Трафикантът
„Трафикантът“ (на английски: The Mule) е американска криминална драма от 2018 г., продуциран и режисиран от Клинт Истууд, който също играе главната роля. Сценарият от Ник Шенк е адаптация на статията от „Ню Йорк Таймс“ през 2014 г. – „The Sinaloa Cartel's 90-Year-Old Drug Mule“ от Сам Долник. Освен Истууд, във филма участват Брадли Купър, Лорънс Фишбърн, Майкъл Пеня, Даян Уийст и Анди Гарсия. Филмът е пуснат в Съединените щати на 14 декември 2018 г. от „Уорнър Брос Пикчърс“ и печели над 174 млн. щ.д.